# Nguyễn Khắc Niêm

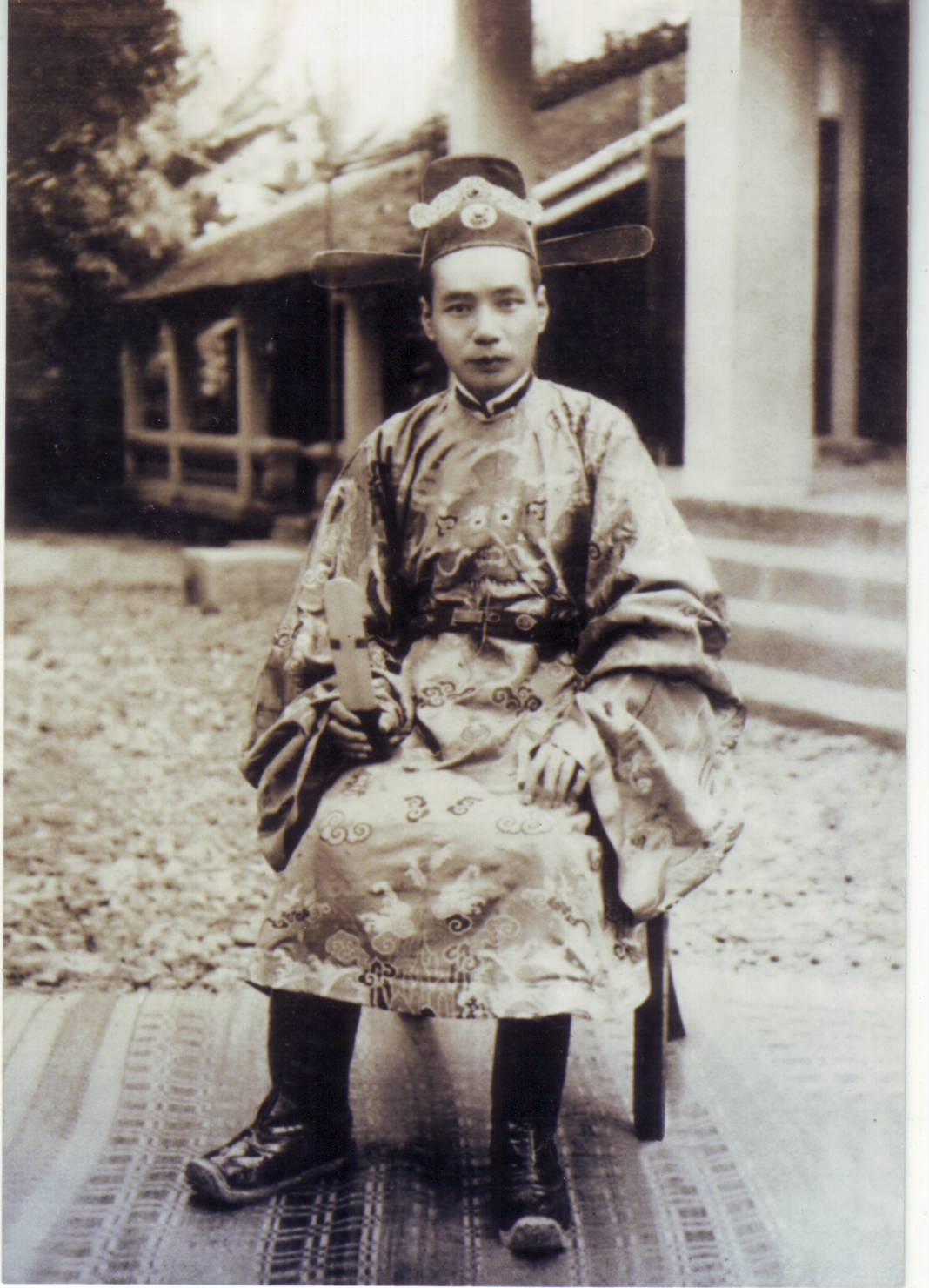
Hoàng Giáp Nguyễn Khắc Niêm

Hoàng giáp Nguyễn Khắc Niêm (阮克拈, 1889-1954) là một đại thần triều Nguyễn, nguyên Tham tri Bộ Hình, Phủ doãn Thừa Thiên, Quyền Tổng đốc Thanh Hóa.

## Tiểu sử
Nguyễn Khắc Niêm sinh năm 1889 tại làng Gôi Vị, nay là xã Sơn Hòa, huyện Hương Sơn, tỉnh Hà Tĩnh. Năm 1906, ông thi đậu cử nhân, trường thi Nghệ An. Năm 1907, ông thi đậu đệ nhị giáp tiến sĩ (Hoàng giáp), khoa thi đình Đinh Mùi, tại Huế.
Khi thi đỗ đại khoa, được cùng các vị tiến sĩ đồng khoa triều kiến vua Thành Thái, nhà vua đề nghị mỗi vị hãy góp kế sách để phục hưng quốc gia, Nguyễn Khắc Niêm đã đọc 4 câu.
Tôn tộc đại quy
Tôn lộc đại nguy
Tôn tài đại thịnh
Tôn nịnh đại suy.
- (Trần Đại Vinh đã tạm dịch:

Tôn trọng nòi giống ắt đại hòa hợp
Tôn trọng bổng lộc ắt đại nguy nan
Tôn trọng tài năng, ắt đại phồn thịnh
Tôn trọng siểm nịnh, ắt đại suy vong.)
Ông được bổ nhiệm làm Giám khảo khoa thi Hội năm 1910 ở Huế, thi Hương năm 1912 ở Bình Định. Năm 1920, ông được bổ nhiệm Đốc học Nghệ An, đảm trách việc tổ chức các trường học Pháp Việt ở Nghệ An. Sau đó ông được điều về kinh đô giữ chức Tư nghiệp Quốc Tử Giám, Tham tri Bộ Hình, hai lần giữ chức Phủ Doãn phủ Thừa Thiên (1936 và 1938), Tuần vũ tỉnh Khánh Hòa, Chủ tịch Ủy ban nghiên cứu Cải lương hương ước ở Huế. Tháng 8 năm 1941 là quyền Tổng đốc tỉnh Thanh Hóa. Tháng 2 năm 1942, ông xin về hưu trước tuổi.
Sau năm 1945, ông tích cực tham gia công tác tại địa phương từ Hội đồng nhân dân xã, ủy ban phòng vệ huyện Hương Sơn, Ban văn hóa tỉnh Hà Tĩnh, ủy viên chấp hành Mặt trận Liên Việt, kiêm Trưởng ban cứu trợ thương binh Liên khu 4. Năm 1952, ông được Chính phủ mời ra Việt Bắc họp hội nghị Liên Việt Trung ương, nhưng vì sức khỏe yếu không đi được. Trong cuộc cải cách ruộng đất, ông từng bị dân địa phương đấu tố và bắt giam. Ông ốm nặng và mất tại quê nhà năm 1954.

## Gia đình
Các con của ông đều là những người thành đạt.
- Nguyễn Thị Vàng: Nguyên cán bộ Bệnh viện Y Học Cổ Truyền Trung ương.[cần dẫn nguồn]
- Nguyễn Khắc Viện: Bác sĩ y khoa, một nhà văn hóa lớn của Việt Nam.
- Nguyễn Thị Thiếu Anh: Nguyên cán bộ Bệnh viện Bạch Mai.
- Nguyễn Khắc Dương: Bỏ dở luận án tiến sĩ thần học tại Đại học Sorbonne (Paris), về nước làm Quyền trưởng khoa Văn-Triết Viện Đại học Đà Lạt.[2][3][4]
- Nguyễn Khắc Phê: Nhà văn, Chủ tịch Chi hội Nhà văn Việt Nam tại Thừa Thiên Huế, nguyên phó Chủ tịch Hội Văn học Nghệ thuật tỉnh Thừa Thiên Huế.[5]
- Nguyễn Khắc Phi: Giáo sư văn học, giảng viên trường Đại học Sư phạm Hà Nội và Đại học Vinh, nguyên Tổng biên tập Nhà xuất bản giáo dục.[6]
- Nguyễn Thị Phương Thảo: từng là Trưởng ban nghiên cứu và Ủy viên Ban Chấp hành trung ương Hội Liên hiệp Phụ nữ Việt Nam khóa V & khóa VI.